# 중심 극단주의
센터의 극단주의는 Seymour Martin Lipset이 소개 한 사회학 용어다.그는 저서 '정치인'(1960년)에서 좌파 극단주의는 하층 계급과 노동자 계층에서, 우파 극단주의는 상류 계층에서, 파시즘은 사회경제적 중산층에서 비롯된다고 썼다. 그는 파시즘이라는 용어를 더 이상 정의하지 않았다.사회학자 테오도르 가이거스는 1930년대 초 미텔스탠드(중소기업으로 구성된 경제 분야)의 반작용으로 나치당의 선거 성공을 설명하면서 그의 분석을 사회 한가운데 극단주의 및 반민주적 운동에 대한 현대적 분석과 연관지었다. 이것은 좌파와 우파의 극단주의에 새로운 유형을 추가하고 파시즘을 전형적인 중산층 운동으로 설명했다.
위르겐 R 윙클러는 립셋의 이론을 리처드 호프스타터의 업적과 함께 우익 극단주의 연구의 중요한 이론으로 꼽는다.. 상대적 박탈 이론과 유사하게, 립셋의 이론은 개인의 집단 소속, 그들의 경제적, 사회적 상황의 인식, 그리고 그들의 정신 상태에 관한 것이다. 윙클러에 따르면, 자신들의 지위가 위험하다고 보는 사람들이 우파 극단주의 운동을 지지하는 경향이 있다는 Lipset의 이론은 이 연구에서 매우 영향력이 있다.
위르겐 W. Falter의 사회경제 분석 히틀러(1991)는 나치즘의 발흥에 대한 중산층 이론을 관점으로 제시한다. Falter는 실제로 나치 유권자의 40%가 중산층 출신이지만 노동자 계층도 상당한 유권자 집단을 대표한다는 사실을 알아냈다. 나치당 유권자의 가장 중요한 사회적 특징은 종교적 교파였고 개신교도들은 가톨릭교도들보다 나치에 훨씬 더 많이 투표했다.
1990년대 독일에서 이 용어는 일반적인 사회 비판과 함께 사용되는 정치적 유행어가 되었다.. Leitkultur, 다문화주의, 국가 및 이민에 대한 논의에서 .그들의 입장과 함께, 정치 및 경제 엘리트들은 극우 정당들이 아닌, 극우적 생각을 장려하고, 이것이 권위주의 사회로 가는 길을 마련한다고 한다.

## 같이 보기
- 정치적 스펙트럼
- 극단론
- 사회 계층